# Карара-Понтенуово (Латина)
Карара-Понтенуово је насеље у Италији у округу Латина, региону Лацио.
Према процени из 2011. у насељу је живело 2235 становника. Насеље се налази на надморској висини од 17 м.